# Nupserha carinicollis
Nupserha carinicollis là một loài bọ cánh cứng trong họ Cerambycidae.